# Sitta solangiae
El trepador piquigualdo (Sitta solangiae) es una especie de ave paseriforme de la familia Sittidae.

## Distribución y hábitat
Esta especie es nativa de Vietnam, Laos y el sudeste de China.
Su hábitat natural son los bosques húmedos de tierras bajas tropicales o subtropicales, y los bosques montanos húmedos tropicales o subtropicales. Está amenazado por la destrucción de su hábitat.

## Taxonomía
Su nombre conmemora la princesa Solange La Rochefoucauld-Estissac, esposa de Paul Murat.
Según el  Congreso Ornitológico Internacional y Alan P. Peterson, existen tres subespecies:
- S. s. solangiae (Delacour y Jabouille, 1930), en el norte de Vietnam;
- S. s. fortior Delacour y Greenway, 1939, en el sudeste de Laos, centro y sur de Vietnam; y,
- S. s. chienfengensis Cheng, Ting y Wang, 1964, en Hainan (a lo largo del sudeste de China).